# SEIKO MATSUDA COUNT DOWN LIVE PARTY 2008-2009
『SEIKO MATSUDA COUNT DOWN LIVE PARTY 2008-2009』（セイコ・マツダ・カウント・ダウン・ライヴ・パーティ・2008-2009）は、松田聖子のライブ・ビデオ。2009年3月18日にDVD発売。発売元はSony Records。

## 解説
2008年12月31日から2009年1月1日にかけて東京体育館にて行われたカウントダウン・ライヴの模様を収録したDVD及びBlu-ray Disc。
2009年7月8日にBlu-ray Discとしても発売。DVDは2枚組（「夏の扉」までDisc1・「SQUALL」からDisc2）・Blu-ray Discは1枚組である。

## 収録曲
1. Overture
2. 白い恋人
3. 風は秋色
4. Rock'n'roll Good-bye
5. いちご畑でつかまえて
6. 白いパラソル
7. 制服
8. ハートのイアリング
9. 秘密の花園
10. ガラスの林檎
11. あの輝いた季節
12. Star
13. 真冬の恋人たち
14. Love is all
15. 赤いスイートピー
16. 裸足の季節
17. 青い珊瑚礁
18. 風は秋色
19. 渚のバルコニー
20. 天使のウィンク
21. チェリーブラッサム
22. Rock'n Rouge
23. 夏の扉
24. SQUALL
25. 20th Party
26. 白い恋人
27. Rock'n'roll Good-bye
28. 涙がただこぼれるだけ